# Buxbaums Segge
Buxbaums Segge (Carex buxbaumii) ist eine Pflanzenart aus der Gattung der Seggen (Carex) innerhalb der Familie Sauergrasgewächse (Cyperaceae). Sie ist auf der Nordhalbkugel verbreitet.

## Beschreibung

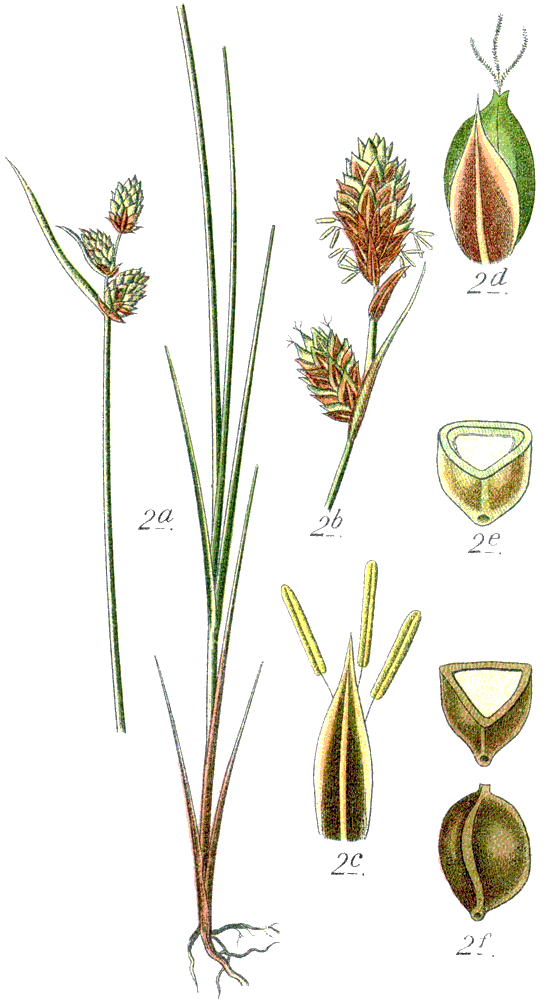
Illustration aus Sturm

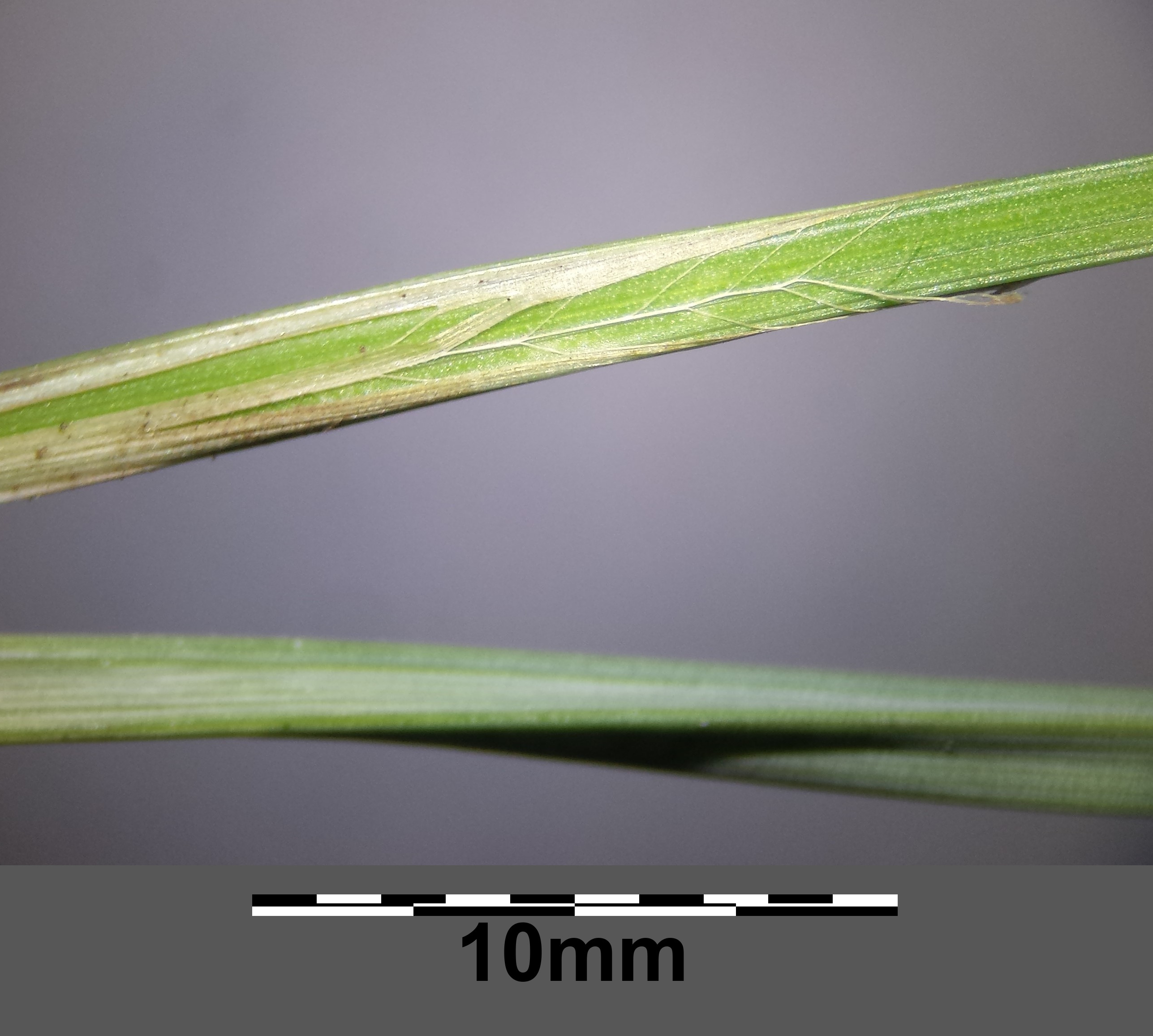
Die unteren Blattscheiden reißen fasrig auf

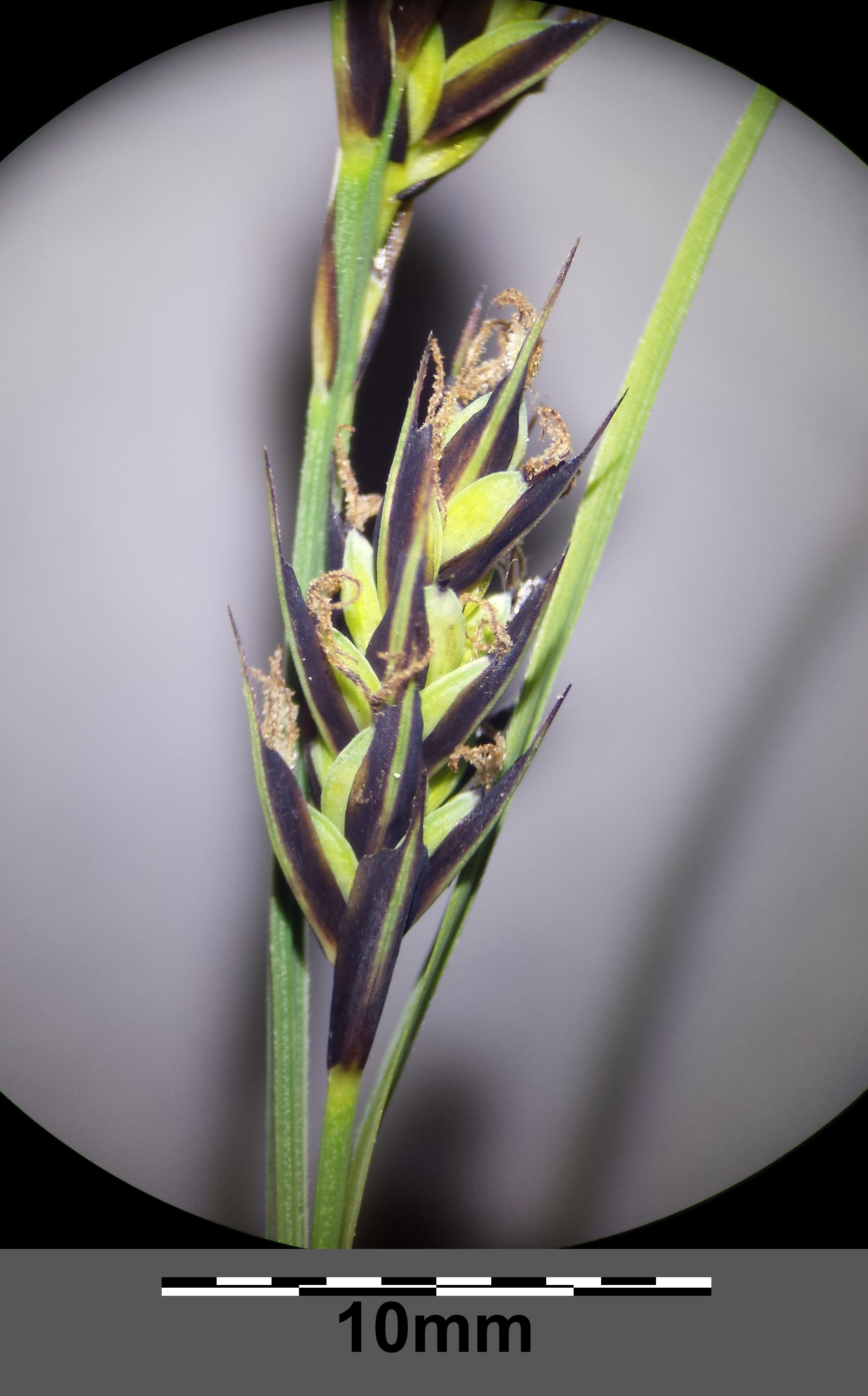
Seitenständige Ähre

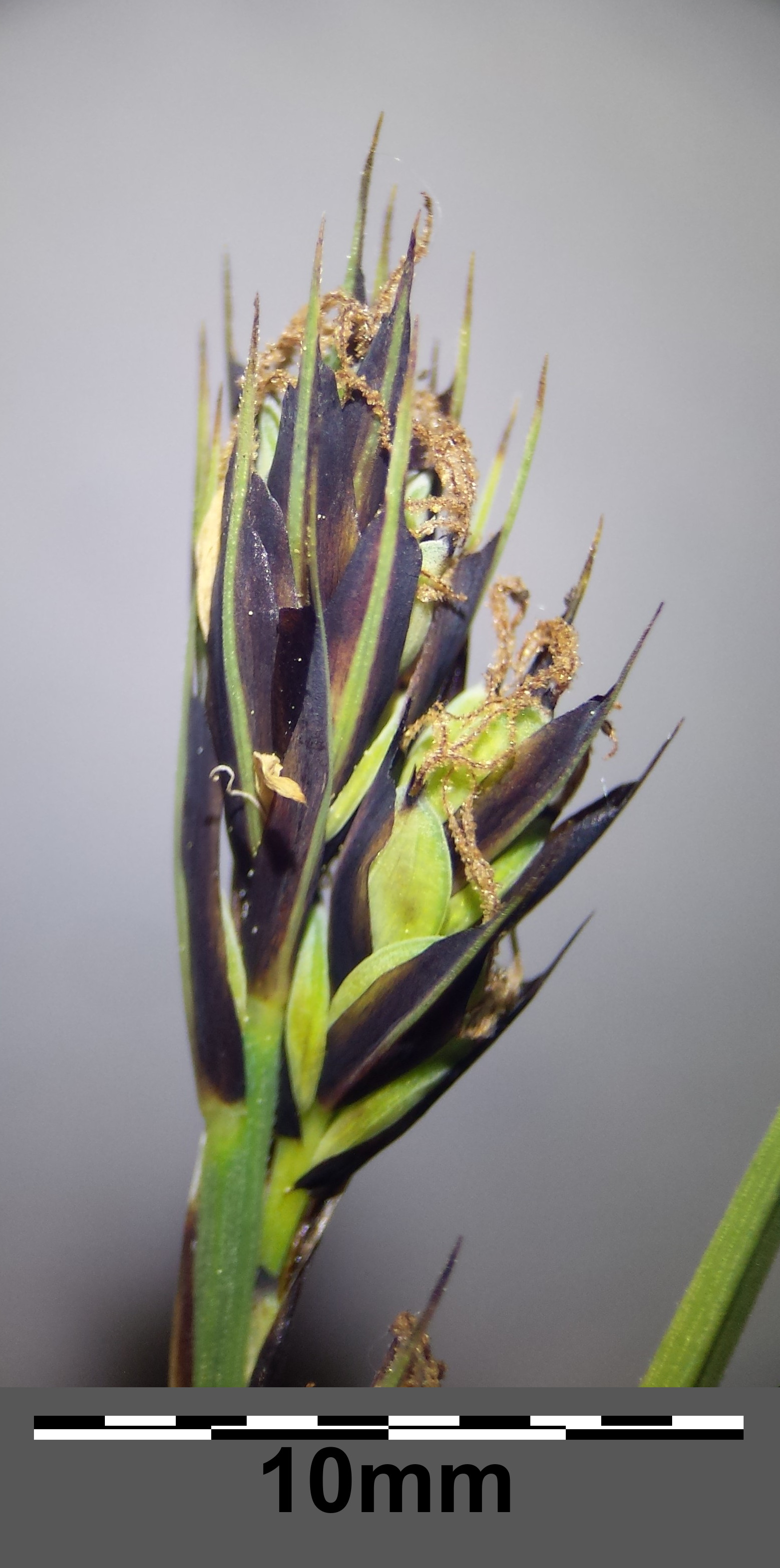
Endständige Ähren

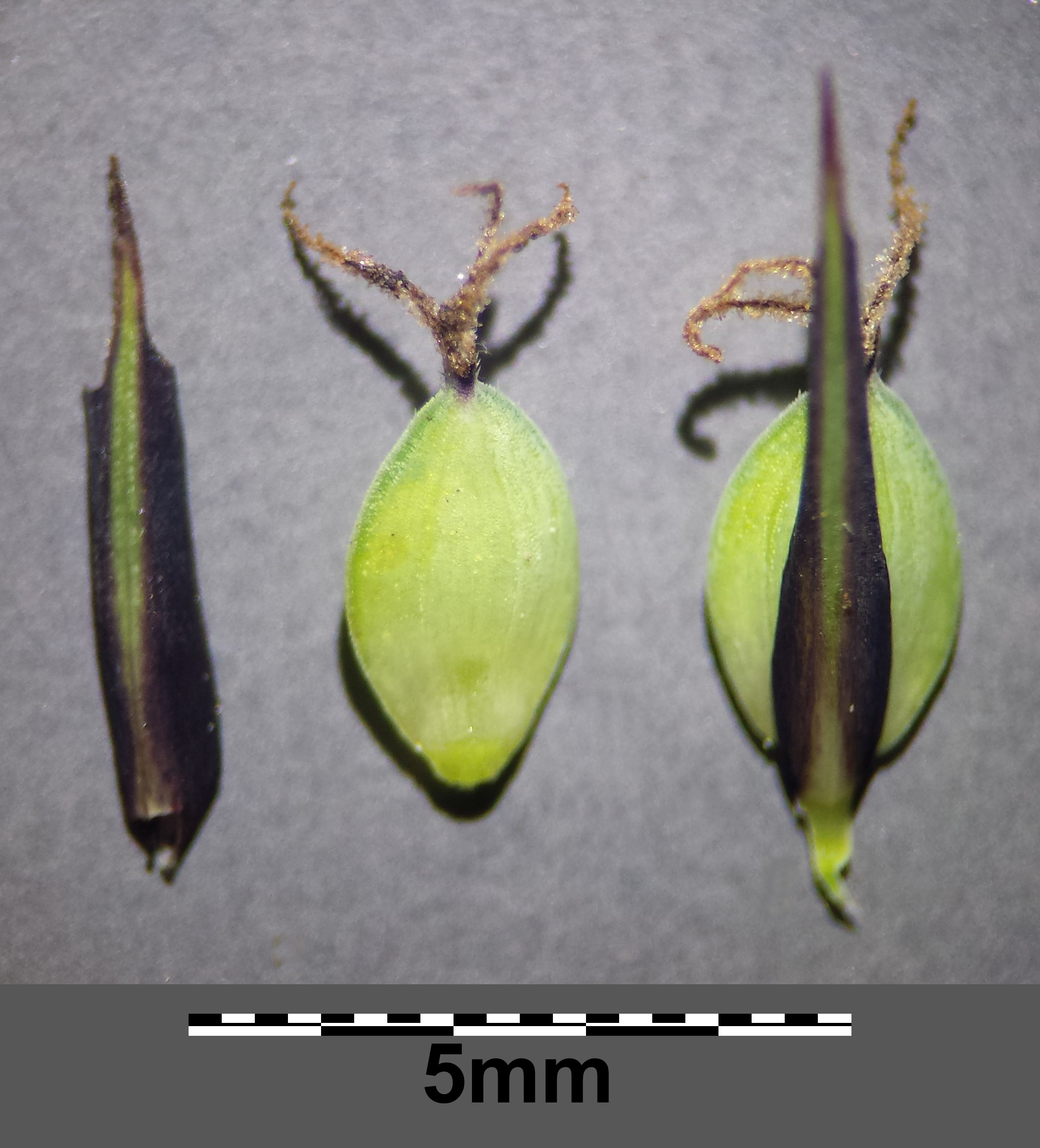
Deckblatt und Schlauch

### Vegetative Merkmale
Buxbaums Segge wächst als ausdauernde krautige Pflanze und erreicht Wuchshöhen von 20 bis 70 Zentimetern. Sie bildet bis 20 Zentimeter lange Ausläufer und damit lockere Rasen. Die Stängel stehen steif aufrecht, sind scharf dreikantig und 1 Millimeter dick und nur am Grund beblättert. Die grundständigen Blattscheiden sind schwarz-rot und fein netzfasrig. Die grau-grünen Blätter sind 2 bis 4 Millimeter breit, rau, lang zugespitzt und kürzer als der Stängel, die Ränder sind etwas eingerollt.

### Generative Merkmale
Buxbaums Segge gehört zu den verschiedenährigen Seggen. Die Blütezeit ist April bis Juni. Der Blütenstand ist 3 bis 10 Zentimeter lang und besteht aus einem endständigen androgynen Ährchen und zwei oder drei, selten bis vier seitlichen weiblichen Ährchen. Das endständige Ährchen ist bei einer Länge von 10 bis 25 Millimetern sowie einem Durchmesser von 5 bis 10 Millimetern keulenförmig. Am oberen Ende des Ährchens stehen weibliche, am Grund männliche Blüten, häufig viele männliche. Die seitenständigen Ährchen sind weiblich. Alle Ährchen gleichen sich in Form und Farbe. Das unterste Hüllblatt ist länger als der Blütenstand, steht steif aufrecht oder ist schräg abstehend. Die Spelzen der weiblichen Blüten sind ohne Stachelspitze gemessen 3,5 bis 4 Millimeter lang sowie bei einer Breite von etwa 1,5 Millimetern länglich-eiförmig und meist asymmetrisch; Sie haben einen grünlichen bis hell-braunen Mittelstreifen und eine deutlich gezähnte Stachelspitze. Die Schläuche sind 3 bis 4 Millimeter lang sowie etwa 2 Millimeter breit, fast dreikantig, undeutlich geadert, grau-grün und besonders im oberen Teil mit auffälligen Papillen besetzt; sie sind abrupt in den sehr kurz zweizahnigen Schnabel verschmälert. Der Stempel hat drei Narben.
Die Frucht ist etwa 2 Millimeter lang.
Die Chromosomenzahl beträgt 2n = 74 oder ca. 100.

## Unterschiede zu ähnlichen Arten
Buxbaums Segge unterscheidet sich von der ähnlichen Hartmans Segge (Carex hartmanii), dadurch, dass die endständigen Ähren mehr keulenförmig sind statt zylindrisch. Die Grannenspitzen der Spelzen überragen die Frucht. Die Frucht ist 3 bis 4 Millimeter lang und dicht mit auffälligen Papillen besetzt. Bei Hartmans Segge sind die endständigen Ähren bis 35 Millimeter lang und bis 5 Millimeter breit. Die Früchte sind 2 bis 3 Millimeter lang und so lang wie die Spelzen. Beide Arten wurden früher nicht immer unterschieden; sie werden heute auch manchmal unter dem Aggregat Carex buxbaumii agg. zusammengefasst.

## Vorkommen
Buxbaums Segge ist ein meridional-montanes bis boreales, subozeanisches, wohl ein eurasiatisch-kontinentales Florenelement. Sie ist in den gemäßigten Gebieten der Nordhalbkugel in Europa, Westsibirien, Korea, Japan, Grönland und Nordamerika verbreitet. Sie ist in Irland ausgestorben. Das europäische Verbreitungsgebiet von Buxbaums Segge erstreckt sich von Mittel- und Osteuropa nach Osten bis zum südlichen Ural. In Europa nach Norden kommt sie nur noch in Island, im südlichen Skandinavien vor, in West- und in Südeuropa fehlt sie (bis auf einzelne Vorkommen in Frankreich) fast ganz; nach Südosten kommt sie nur noch in Rumänien vor. Vorkommen sind im nordöstlichen Anatolien und im Kaukasusraum bekannt. In Mitteleuropa ist sie selten und sie bildet meist bur kleine Bestände. Nur im Alpenvorland in Deutschland ist sie zerstreut bis selten. Sie steigt im Gebirge kaum bis zur Waldgrenze auf. In Graubünden erreicht sie 1990 Meter Meereshöhe.
Buxbaums Segge wächst in Mitteleuropa in Moorwiesen, Flachmooren, in verlandenden Teichen und nassen Pfeifengraswiesen. Sie ist eine Ordnungscharakterart der Pfeifengraswiesen (Molinietalia caeruleae), kommt aber auch in Pflanzengesellschaften des Verbands Magnocaricion vor. Buxbaums Segge gedeiht auf staunassen, zeitweise überfluteten, nicht allzu basenarmen und meist kalkhaltigen Tonböden mit beigemischtem Torf.

## Taxonomie
Die Erstveröffentlichung von Carex buxbaumii erfolgte 1803 durch Göran Wahlenberg in Kongl. Vetenskaps Academiens Nya Handlingar nov. Ser., Band 24, Seite 163. Das Artepitheton buxbaumii ehrt den deutschen Botaniker Johann Christian Buxbaum. Synonyme für Carex buxbaumii Wahlenb. sind: Carex polygama Schkuhr nom. illeg. non F.Gmel., Carex buxbaumii var. anticostensis Raymond, Carex buxbaumii var. claviformis Russow, Carex buxbaumii var. sibirica Litv., Carex buxbaumii var. submutica Hartm., Carex buxbaumii var. subrigida Neuman, Carex buxbaumii subsp. subulata (A.Cajander) Liro, Carex holmiana Mack., Carex oligandra F.Muell. ex Boott, Carex picea Franch., Carex polygama var. brevisquamosa A.Cajander, Carex polygama var. confusa A.Cajander, Carex polygama subsp. subulata A.Cajander, Carex pseudobuxbaumii M.Winkl., Carex subulata Schumach. nom. illeg., Carex tarumensis Franch., Carex tubulata K.Schum. ex Boott.